# Ernst Roesler
Ernst Roesler, född 1832 i Tyskland, död 1919 i Stockholm, var fotograf.
Ernst Roesler invandrade till Stockholm på 1850-talet från Tyskland tillsammans med sin bror August Roesler. Tillsammans etablerade de sig som fotografer i Stockholm, blev snabbt mycket framgångsrika och hade bland annat kungafamiljen i sin kundkrets. Ernst Roesler gifte sig 1864 med Hedvig Nicander. Bland hans ättlingar finns flera kända officerare och jurister, bland andra riksåklagaren och rikspolischefen Holger Romander.
Roesler var aktiv i katolska församlingen och med att grunda föreningen Concordia Catholica 1895. Han satt flera år i dess styrelse, bland annat som ordförande 1897–1901 och blev utsedd till hedersmedlem 1905.
År 1912 skänkte han en bastuba till Scenkonstmuseet (dåvarande Musik Historiska Museet). Han hade köpt den "i ett klädstånd" någong ång i sista hälften av 1870-talet. På museet fick den nummer M478. På 2000-talet upptäckte intendenten och bastrombonist Nicholas Eastop, att den var en av de allra första tuborna som tillverkades - ett viktigt instrument i samlingen.